# 法系の一覧
法系の一覧

## 大陸法
- アゼルバイジャン法
- ベルギー法
- 中華人民共和国法
- フランス法
- ドイツ法
- アイスランド法
- インド法(ゴア州・ダマン・ディーウ連邦直轄領・ダードラー及びナガル・ハヴェーリー連邦直轄領)
- 日本法
- リトアニア法
- ポーランド法
- ポルトガル法
- ロシア法
- 中華民国法（※中国語版はzh:中華民國法律）
- 韓国法
- スペイン法
- スウェーデン法
- アメリカ法(ルイジアナ州)

## コモン・ロー(英米法)
- オーストラリア法(※英語版en:Law of Australiaは現状オーストラリアの司法制度に対応)
- イギリス領ヴァージン諸島法
- カナダ法
- ケイマン諸島法
- イングランド法
- インド法(ゴア州・ダマン・ディーウ連邦直轄領・ダードラー及びナガル・ハヴェーリー連邦直轄領を除く)
- イスラエル法
- パキスタン法
- シンガポール法
- アメリカ法(ルイジアナ州を除く)

## 複合
- バングラデシュ法 - コモン・ローとシャリーア
- ジャージー法 - 大陸法とコモン・ロー
- インド法 - 上記の通り基本的にコモン・ローだが、en:Muslim personal law in Indiaはシャリーアに基づいている。ただし、この法律はゴア州と特別婚姻法により結婚した者には適用されない。
- パキスタン法 - コモン・ローとシャリーア
- スコットランド法 - 大陸法とコモン・ロー